# Bøf (hiphop)
 For alternative betydninger, se Bøf. (Se også artikler, som begynder med Bøf)
Inden for hiphop betegner en bøf en fejde imellem to rappere eller to crews. En bøf udspiller sig ved at begge parter (i reglen på skift) indspiller og distribuerer (fx via radioen) rapnumre indeholdende traditionel tilsvining af modparten og fremhævelse af egne fortrin. 

## Typisk indhold
Oftest forekommende elementer i tilsviningen er
- påstande om at modparten er homoseksuel
- påstande om at modparten ikke kan rappe
- referencer til bøffens eventuelle udspring

## Kendte danske bøffer
Bemærk: denne liste er ikke kronologisk eller på anden måde ordnet
Per Vers imod MC Clemens
Helt Sikkert, nok mest Joe True imod Suspekt
Strøm imod Niarn
Jøden imod Street Mass